# Mark Maley
Mark Maley (* 26. Januar 1981 in Newcastle upon Tyne) ist ein ehemaliger englischer Fußballspieler. Der Abwehrspieler des AFC Sunderland musste seine Karriere bereits im Alter von 21 Jahren beenden, nachdem ihm ein Mannschaftskamerad versehentlich mit einer Luftpistole ins Auge geschossen hatte.

## Karriere
Maley durchlief die Jugendabteilung des AFC Sunderland und erhielt im Januar 1998 seinen ersten Profivertrag. Sein Pflichtspieldebüt in der Profimannschaft des Klubs gab der Außenverteidiger in der Erstrundenpartie des League Cups am 18. August 1998 gegen York City. Dies blieb zugleich sein einziger Saisoneinsatz für das Profiteam, den Rest der Saison 1998/99 verbrachte im Reserveteam, mit dem er die Central League gewann. Auch in der folgenden Spielzeit reichte es für Maley nur zu einem Einsatz im Ligapokal, hinter den erfahreneren Spielern Chris Makin, Michael Gray und Darren Holloway waren Einsatzchancen rar. Nach einem dritten League-Cup-Einsatz für Sunderland zu Beginn der Saison 2000/01 folgten für Maley im Herbst 2000 Leihphasen beim FC Blackpool (Third Division) und Northampton Town (Second Division), wo er jeweils zu zwei Einsätzen kam. Weiterhin ohne Einsatzchance für Sunderland in der Premier League, wurde Maley im September 2001 in die Third Division an York City verliehen. Die beiden Klubs hatten im Sommer eine Kooperation vereinbart, die zuvor bereits Maleys Teamkamerad Michael Proctor nach York führte. Die Leihe wurde im Dezember bis Saisonende verlängert, endete wegen einer Verletzung Maleys nach 13 Ligaeinsätzen aber im März 2002 vorzeitig.
Die Fußballkarriere des vormaligen Kapitäns der englischen Schülernationalmannschaft kam im April 2002 zu einem abrupten Ende, als ihm sein Mannschaftskollege John Oster beim „Herumblödeln“ in dessen Wohnung versehentlich mit einer Luftpistole ins Auge schoss. Maley musste notoperiert werden und konnte seine Karriere nicht mehr fortsetzen. 2007 einigten sich Maley und Oster außergerichtlich auf eine Entschädigungszahlung.